# Ернандо (Флорида)
Ернандо (англ. Hernando) — переписна місцевість (CDP) в США, в окрузі Цитрус штату Флорида. Населення — 9284 особи (2020).

## Географія
Ернандо розташоване за координатами 28°57′16″ пн. ш. 82°23′36″ зх. д. / 28.95444° пн. ш. 82.39333° зх. д. (28.954529, -82.393459).  За даними Бюро перепису населення США в 2010 році переписна місцевість мала площу 92,07 км², з яких 82,08 км² — суходіл та 9,99 км² — водойми.

## Демографія
Згідно з переписом 2010 року, у переписній місцевості мешкали 9054 особи в 4164 домогосподарствах у складі 2665 родин. Густота населення становила 98 осіб/км².  Було 5425 помешкань (59/км²).
Расовий склад населення:
| - 94,8 % — білих - 2,2 % — чорних або афроамериканців - 0,5 % — азіатів - 0,4 % — корінних американців |

До двох чи більше рас належало 1,4 %. Частка іспаномовних становила 3,5 % від усіх жителів.
За віковим діапазоном населення розподілялося таким чином: 14,9 % — особи молодші 18 років, 53,5 % — особи у віці 18—64 років, 31,6 % — особи у віці 65 років та старші. Медіана віку мешканця становила 54,0 року. На 100 осіб жіночої статі у переписній місцевості припадало 100,1 чоловіків;  на 100 жінок у віці від 18 років та старших — 98,1 чоловіків також старших 18 років.
Середній дохід на одне домашнє господарство  становив 37 643 долари США (медіана — 30 403), а середній дохід на одну сім'ю — 44 930 доларів (медіана — 36 598). Медіана доходів становила 32 583 долари для чоловіків та 24 509 доларів для жінок. За межею бідності перебувало 24,5 % осіб, у тому числі 41,7 % дітей у віці до 18 років та 6,7 % осіб у віці 65 років та старших.
Цивільне працевлаштоване населення становило 2719 осіб. Основні галузі зайнятості: освіта, охорона здоров'я та соціальна допомога — 32,5 %, роздрібна торгівля — 22,0 %, мистецтво, розваги та відпочинок — 9,7 %, науковці, спеціалісти, менеджери — 6,5 %.